# Ланчхути
Ланчхути (груз. ლანჩხუთი) је град у Грузији у регији Гурија. Према процени из 2014. у граду је живело 6.395 становника.

## Становништво
Према процени, у граду је 2014. живело 6.395 становника.
| 1989. | 2002. | 2014. |
| ----- | ----- | ----- |
| 9.021 | 7.849 | 6.395 |